# Jeff Pustil
Jeff Pustil (Toronto, 9 ottobre 1957) è un attore, doppiatore e direttore del doppiaggio canadese noto per aver interpretato Jack Christian nella serie televisiva Il supermercato più pazzo del mondo.

## Biografia
Dopo essersi laureato in recitazione nel 1979 all'Università McGill di Montréal, iniziò la carriera di attore al cinema nel 1981 e in televisione l'anno seguente. Sul grande schermo apparve in una dozzina di film, mentre sul piccolo schermo recitò in una quarantina tra serie e film televisivi. Ottiene la notorietà nel ruolo di Jack Christian, impiegato di un supermercato disposto a tutto pur di emergere e conquistare gli alti gradi direttivi a discapito del proprietario (Don Adams) nella serie Il supermercato più pazzo del mondo (Check it Out!) che dura tre anni (1985-1988). Sul set del serial conosce l'attrice Kathleen Laskey, che sposa nel 1990.
In seguito, oltre a proseguire la carriera di attore (impersona Bernie Feltman negli horror Saw V e Saw VI e Bob Ney in Il gioco dei soldi) si dedica al doppiaggio, anche come direttore: tra il 1989 e il 1991 è la voce inglese della scimmia Zephyr nei 64 episodi del cartone Babar, che riprenderà nel 2010 nella serie Babar e le avventure di Badou, durata fino al 2015 per 65 episodi. Inoltre, doppia vari personaggi nelle serie 5 amici sottosopra (1988), Monster Force (1994), Il fantastico mondo di Richard Scarry (1995), nel film Alì Babà e i pirati (1997), e in Storie della mia infanzia (1998), Rescue Heroes - Squadra soccorso (1999-2002), American Dragon: Jake Long (2005-2007), Dalila & Julius (2005-2008), Storm Hawks (2007), Il mondo di Quest (2008-2009), Squitto lo scoiattolo (2011) e il Dr. Frankenstein in due episodi della serie Go Away, Unicorn! (2019).

## Filmografia

### Cinema
- South Pacific 1942, regia di Paul Donovan (1981)
- L'assedio (Self Defense), regia di Paul Donovan (1983)
- Def-Con 4, regia di Paul Donovan (1985)
- Killer Party, regia di William Fruet (1986)
- L'isola di George (George's Island), regia di Paul Donovan (1989)
- Killing Machine - Assassino nato (The Killing Machine), regia di David Mitchell (1994)
- Aquile d'acciaio 4 (Iron Eagle on the Attack), regia di Sidney J. Furie (1995)
- Steal this Movie!, regia di Robert Greenwald (2000)
- Chicago, regia di Rob Marshall (2002)
- Real Time, regia di Randall Cole (2008)
- Saw V, regia di David Hackl (2008)
- Saw VI, regia di Kevin Greutert (2009)
- Victoria Day, regia di David Bezmozgis (2009)
- Il gioco dei soldi (Casino Jack), regia di George Hickenlooper (2010)
- The Big Fat Stone, regia di Frank D'Angelo (2014)
- The Second Time Around, regia di Leon Marr (2016)

### Televisione
- L'amico Gipsy (The Littlest Hobo) – serie TV, 2 episodi (1982-1983)
- Hangin' In – serie TV, 2 episodi (1983-1986)
- Il supermercato più pazzo del mondo (Check it Out!) – serie TV, 66 episodi (1985-1988)
- Comedy Factory – serie TV, un episodio (1985)
- The Magical World of Walt Disney – serie TV, un episodio (1985)
- The Suicide Murders, regia di Graham Parker (1985) – film TV
- Diamonds – serie TV, un episodio (1987)
- Lonely Knights, regia di Henry Lees (1988) – film TV
- Poliziotto a 4 zampe (Katts and Dog) – serie TV, un episodio (1989)
- Men – serie TV, un episodio (1989)
- True Confections, regia di Gail Singers (1991) – film TV
- Quel fantasma di mia madre (Ghost Mom), regia di Dave Thomas (1993) – film TV
- Scelte del cuore (Choices of the Heart: The Margaret Sanger Story), regia di Paul Shapiro (1995) – film TV
- Almost Golden: The Jessica Savitch Story, regia di Peter Werner (1995) – film TV
- Incontro con la morte (Tails You Live, Heads You're Dead), regia di Tim Matheson (1995) – film TV
- Kung Fu: la leggenda continua (Kung Fu: The Legend Continues) – serie TV, un episodio (1995)
- Due South - Due poliziotti a Chicago (Due South) – serie TV, un episodio (1999)
- Lexx – serie TV, 5 episodi (1999-2001)
- Fiori per Algernon (Flowers for Algernon), regia di Jeff Bleckner (2000) – film TV
- Relic Hunter – serie TV, episodio 1x16 (2000)
- Dirty Pictures, regia di Frank Pierson (2000) – film TV
- Club Land, regia di Saul Rubinek (2001) – film TV
- The Cheap Seats - Tifo da stadio (Bleacher Bums), regia di Saul Rubinek (2001) – film TV
- Leap Years – serie TV, un episodio (2001)
- Blue Murder – serie TV, un episodio (2002)
- Cuori colpevoli (Guilty Hearts), regia di Marcus Cole (2002) – film TV
- Widows – serie TV, un episodio (2002)
- Street Time – serie TV, 10 episodi (2002)
- Second String, regia di Robert Lieberman (2002) – film TV
- Soul Food – serie TV, 4 episodi (2002-2004)
- The Music Man, regia di Jeff Bleckner (2003) – film TV
- Doc – serie TV, un episodio (2003)
- Agente speciale Sue Thomas (Sue Thomas: F.B.Eye) – serie TV, un episodio (2004)
- Un matrimonio quasi perfetto (Love rules!), regia di Steven Robman (2004) – film TV
- H2O (H2O: Just Add Water) – serie TV, 2 episodi (2004)
- Kevin Hill – serie TV, un episodio (2004)
- Angela's Eyes – serie TV, un episodio (2006)
- Rent-a-Goalie – serie TV, 13 episodi (2006-2008)
- She Drives Me Crazy, regia di Eleanore Lindo (2007) – film TV
- The Trojan Horse – miniserie TV, un episodio (2008)
- Un trofeo per Kylie (The Circuit), regia di Peter Werner (2008)
- Flashpoint – serie TV, un episodio (2009)
- Warehouse 13 – serie TV, un episodio (2009)
- Republic of Doyle – serie TV, un episodio (2011)
- King – serie TV, un episodio (2011)
- I misteri di Murdoch (Murdoch Mysteries) – serie TV, episodio 6x09 (2013)
- Hard Rock Medical – serie TV, un episodio (2015)
- Beauty and the Beast – serie TV, un episodio (2016)
- How to Buy a Baby – serie TV, 2 episodi (2017-2019)

## Doppiatori italiani
Nelle versioni in italiano delle opere in cui ha recitato, Jeff Pustil è stato doppiato da:
- Stefano Mondini ne Il supermercato più pazzo del mondo
- Pino Ammendola in Street Time
- Domenico Crescentini ne Il gioco dei soldi